# Peter Ramsey
Pour les articles homonymes, voir Ramsey.
Peter A. Ramsey est un réalisateur américain, illustrateur et artiste storyboard, dont le premier film est Les Cinq Légendes en 2012. Son deuxième film, Spider-Man: New Generation qu’il a co-réalisé avec Bob Persichetti et Rodney Rothman a gagné l’Oscar du meilleur film d’animation 2019

## Biographie

### Jeunesse
Peter Ramsey a grandi dans le quartier de Crenshaw (quartier sud de Los Angeles), et a obtenu un diplôme à 17 ans à "Palisades Charter High School". Il a étudié la peinture à l'Université de Californie à Los Angeles pendant deux ans avant de s'inscrire à des cours de cinéma à "Los Angeles City College".

### Carrière
Son premier emploi à Hollywood était de peindre une fresque, mais ensuite il a travaillé comme artiste de storyboard et illustrateur de production sur 26 films dont Predator 2, Backdraft, Independence Day, Fight Club et A.I. Intelligence artificielle. Il était directeur assistant sur les films Poetic Justice, Fièvre à Columbus University, Tank Girl et Godzilla. Aron Warner, le producteur de Tank Girl, lui a suggéré de se joindre à DreamWorks Animation. Après avoir d'abord été indifférent à ce conseil, il rejoint le studio d'animation comme artiste pour l'écriture des histoires concernant le film Shrek le troisième et le téléfilm Joyeux Noël Shrek !.
Il a été choisi pour diriger Les Cinq Légendes, sur la base des livres de petite enfance de William Joyce, il est le premier Afro-Américain à diriger une prise de fonction à gros budget pour un film d'animation hollywoodien.

## Filmographie

### Réalisateur
- 2009 : Monstres contre Aliens: Mutant Pumpkins from Outer Space (court métrage TV)
- 2012 : Les Cinq Légendes
- 2018 : Spider-Man: New Generation (Spider-Man: Into the Spider-Verse) (coréalisé avec Bob Persichetti et Rodney Rothman)
- 2023 : The Mandalorian (Episode Chapitre 21: The Pirate)

### Producteur
- 2023 : Spider-Man: Across the Spider-Verse de Joaquim Dos Santos, Kemp Powers et Justin K. Thompson
- 2024 : Spider-Man: Beyond the Spider-Verse de Joaquim Dos Santos, Kemp Powers et Justin K. Thompson

### Assistant
- 1993 : Poetic Justice
- 1995 : Fièvre à Columbus University
- 1995 : Tank Girl
- 1998 : Godzilla

## Nomination
- 2012 : Nomination aux Golden Globes du meilleur film d'animation pour Les Cinq Légendes